# Relations entre la Chine et l'Érythrée
Les relations entre la Chine et l'Érythrée ont commencé peu après l'indépendance de ce dernier.

## Historique
En 2004, la Chine affirme suivre de près le conflit entre l'Éthiopie et l'Érythrée et souhaiter sa résolution dans le cadre des accords d'Alger. Cette période correspond à un refroidissement des relations entre l'Érythrée et les États-Unis qui profite à la Chine.
En 1996, une délégation militaire chinoise se rend à Asmara et, en 2017, Sebhat Eprhaim se rend également en Chine. Selon Africa Confidential, ces contacts viennent du fait que les États-Unis ne fournissaient à l’Érythrée que des équipements non létaux à l'armée érythréenne. Le Chine fournit du matériel militaire à l'Érythrée selon un accord signé entre les deux pays (chars type 59 et 63, véhicules de transport, avions J-7 et K-8),.
À partir de 2017, la Chine se positionne comme médiateur dans le conflit frontalier entre Djibouti et l'Érythrée. Elle installe une base logistique militaire à Djibouti (sa première base militaire à l'étranger) et annonce un déploiement de 400 soldats. Cette position permet à la Chine d'accroître son contrôle sur la zone océan Indien et Afrique. Sa base, annoncée pour des besoins essentiellement logistiques, semble remplir des fonctions plus importantes. Elle dispose par exemple d'un réseau de tunnels et bunkers souterrains de 23 000 m2. Ce développement d'infrastructures génère une dette conséquente de l'Érythrée envers la Chine. Le pays africain, endetté à 80 %, doit 60 % de sa dette à la Chine.
En 2022, la Chine réaffirme son soutien de l'Érythrée, qui fait face à des sanctions américaines et européennes en raison de son implication dans la guerre du Tigré.